# Надін (ураган, 2012)
Ураган «Надін» (англ. Hurricane Nadine) — став четвертим за часом існування в історії Атлантичним ураганом. Чотирнадцятий тропічний циклон і шторм сезону ураганів 2012 року в Атлантиці, «Надін» утворився з тропічної хвилі, що 10 вересня прямувала на захід від Кабо-Верде. Наступного дня він зміцнився до тропічної бурі «Надін». Спочатку прямував на північний захід, але повернув на північ, не створюючи загрози суші. 15 вересня, «Надін» досяг статусу урагану, оскільки він відхилився на схід. Незабаром збільшення вертикального зсуву вітру послабило «Надін», і 16 вересня він знову повернувся до статусу тропічної бурі. Наступного дня шторм почав рухатися на північний схід і загрожував Азорським островам, але ввечері 19 вересня, «Надін» відхилився на південний схід, не досягнувши островів. Тим не менш, шторм викликав вітри тропічної сили на кількох островах. 21 вересня, шторм повернув на південний схід, перебуваючи на південь від Азорських островів. Пізніше того ж дня «Надін» перетворився на позатропічну область низького тиску.
Завдяки сприятливим умовам залишки «Надіну» 24 вересня переродилися у тропічний циклон. Після повторного розвитку шторм утворив циклонічну петлю і повільно переміщався по східній Атлантиці. Зрештою, «Надін» повернув на південний захід, після чого він став майже нерухомим. 28 вересня, шторм повернув на північний захід і знову зміцнившись, перетворився в ураган. Жорсткий циклон ще більше посилився і досяг піку 30 вересня, коли швидкість вітру досягла 90 миль/год (140 км/год). Однак наступного дня «Надін» знову ослаб до тропічного шторму, зі швидкістю вітру 65 миля/год (105 км/год), оскільки умови ставали все більш несприятливими. Сильний зсув вітру та зниження температури поверхні моря значно послабили шторм. 3 жовтня «Надін» перетворився в позатропічний циклон, і незабаром злився з наближенням холодного фронту на північний схід від Азорських островів. Залишки «Надіну» пройшли через Азорські острови 4 жовтня і знову принесли на острови відносно сильні вітри.

## Історія походження та метеорології
Велика тропічна хвиля вийшла в Атлантичний океан із західного узбережжя Африки 7 вересня. Система пройшла на південь від Кабо-Верде 8 вересня, принісши з собою неорганізовані зливи та грози. Приблизно в цей час Національний центр ураганів надав системі середню ймовірність тропічного циклогенезу протягом 48 годин. 9 вересня уздовж осі тропічної хвилі розвинулася область низького тиску, що ще більше посилило конвективну активність. 10 вересня система мала високу ймовірність формування тропічного циклону. На основі супутникових оцінок інтенсивності Національний центр ураганів оголосив утворення тропічної області низького тиску №14 о 12:00 UTC 10 вересня, коли шторм знаходився на відстані близько 885 миль (1,424км) на захід від Кабо-Верде.
Хоча грозова активність спочатку була мінімальною навколо центру циркуляції, конвективна смуга, пов'язана з областю низького тиску, ставала все більш організованою. Пізно ввечері 10 вересня, конвекція почала дещо посилюватися поблизу центру, але оскільки Т-число інтенсивності Дворжака було між 2,0 і 2,5, область низького тиску не була поновлена до статусу тропічної бурі. Однак сухе повітря на короткий час викликало зливи і грози, які зменшилися пізніше того ж дня. Спочатку "Надін" рухався трохи північніше південно-західного напрямку навколо південної периферії великого субтропічного хребта. Однак 11 вересня, область низького тиску змінила напрямок на північно-західний. Пізніше того ж дня область низького тиску почала відновлювати глибоку конвекцію. Геостаціонарні супутникові знімки та дані розсіяного спектрометра 12 вересня о 00:00 UTC показали, що область низького тиску посилилася до тропічного шторму «Надін».

## Посилення та початкова пікова інтенсивність

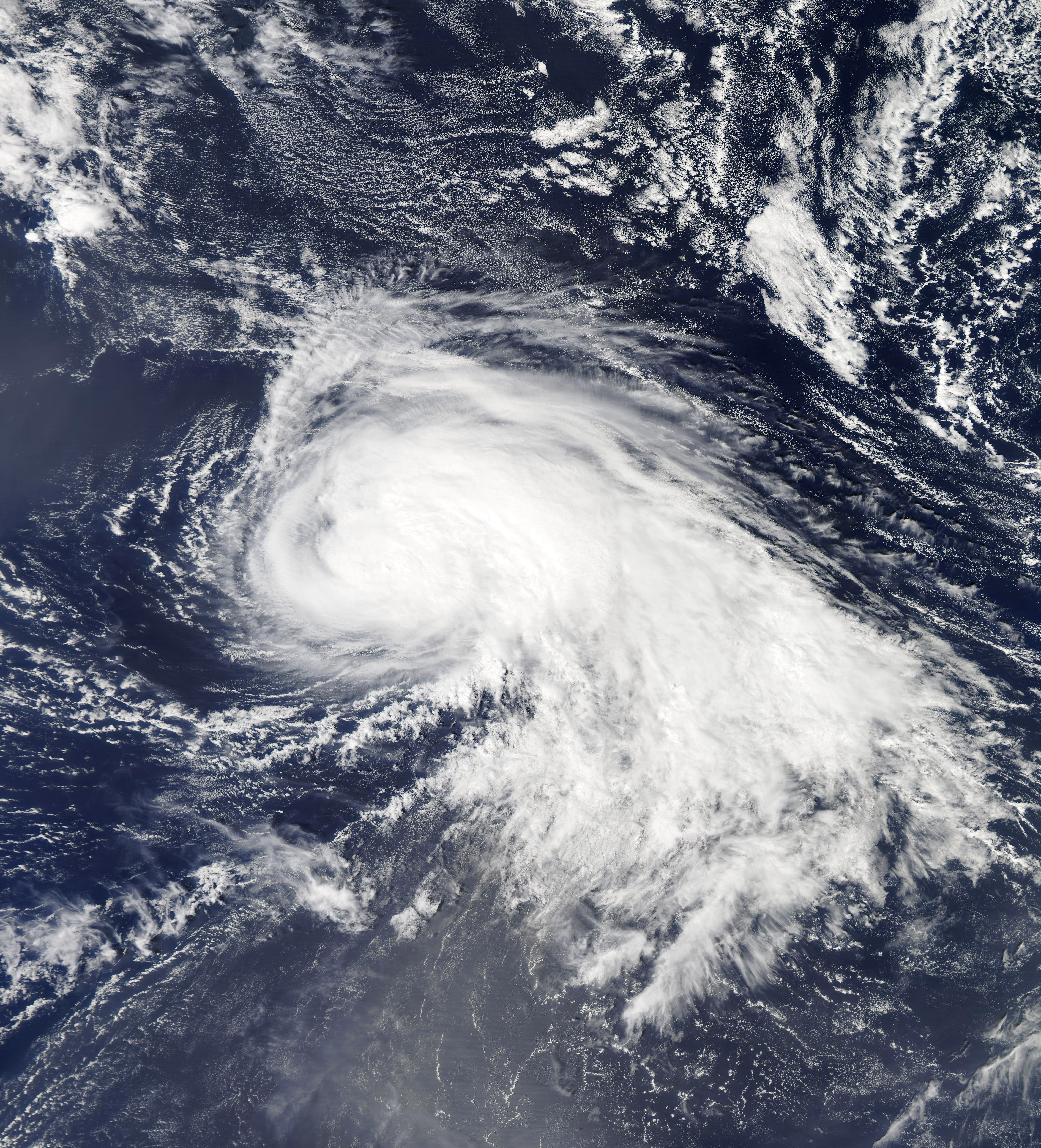
Ураган «Надін» з початковою піковою інтенсивністю 15 вересня

12 вересня, розвинулася центральна щільна хмарність, і в зв'язку з сприятливими умовами Національний центр ураганів зазначив можливість швидкого поглиблення. Пізніше того дня стійкий вітер досяг 65 миля/год (105 км/год). До початку доби 13 вересня, конвективна смуга, що майже повністю огорнула центр і вершини хмар, досягла −112 °F (−80 °C). Однак, оскільки за даними мікрохвильових супутників не вдалося визначити, чи сформувалося око, інтенсивність «Надін» була на рівні 70 миля/год (110 км/год) — трохи нижче порога статусу урагану. Національний центр ураганів зазначив, що «вікно для посилення „Надін“ може закритися», посилаючись на консенсус комп'ютерних моделей щодо збільшення зсуву вітру та невеликої зміни структури. 13 вересня шторм почав піддаватись помірному зсуву південно-західного вітру, утворене жолобом середнього та верхнього рівня та віссю зсуву за кілька сотень миль на захід від «Надіну». В результаті шторм намагався розвинути око, і центр виявилося важче локалізувати.
Хоча шторм був дезорганізований, дані розсіяного спектрометра показали, що вітри тропічної штормової сили поширювалися на відстань до 230 миль (370 км). 14 вересня зовнішній вигляд «Надіна» з супутника став більш пошарпаним. Незважаючи на це, шторм залишався трохи нижче статусу урагану, і Національний центр ураганів відзначив можливість посилення, якщо зсув вітру зменшиться протягом наступних кількох днів. 14 вересня «Надін» повернув на північ, проходячи по периферії субтропічного хребта. Незабаром після цього прохід Місії по вимірюванню тропічних опадів (TRMM) показав, що ядро конвекції почало реорганізовуватися. Однак, оскільки зсув вітру змістив циркуляцію середнього рівня на північ від циркуляції низького рівня, «Надін» не перевели в статус урагану. Оскільки «Надін» наближався нижчих температур поверхні моря, значне посилення вважалося малоймовірним. У зв'язку зі збільшенням оцінок інтенсивності із супутників і реорганізацією, в 18:00 UTC 14 вересня «Надін» був підвищений до статусу урагану. Через шість годин «Надін» досяг початкової пікової інтенсивності при вітрі 80 миля/год (130 км/год). Супутникові знімки показали, що 15 вересня намагалось сформуватися око рваної форми.

## Послаблення та початковий посттропічний перехід

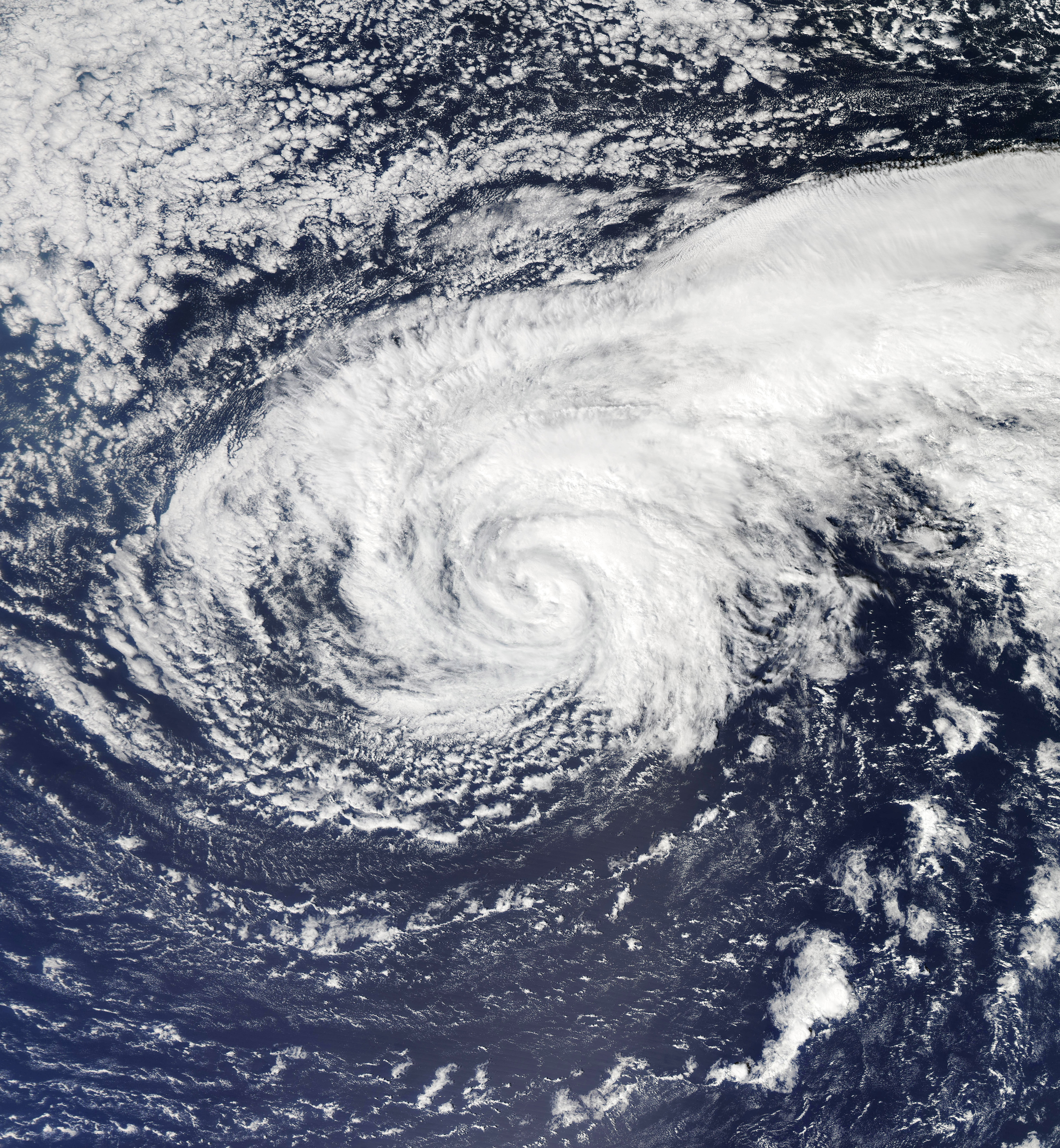
Тропічний шторм Надін, що проходить на південь від Азорських островів 20 вересня

15 вересня, синоптик Національного центру ураганів Роббі Берг зазначив, що «Надін» почав «виглядати трохи більш пошарпаним», оскільки спостереження за даними мікрохвильових досліджень відзначили зсув глибокої конвекції на північний схід від центру. Пізніше, а саме 16 вересня, око стало нахиленим і зникло, конвективні смуги почали дезорганізовуватися, і загальна активність зливи та грози зменшилася. 17 вересня «Надін» ослаб до тропічного шторму, а жолоб зменшив його видимість на супутниках.
Сухе повітря почало впливати на «Надін» 17 вересня, хоча відплив від шторму запобіг значному ослабленню. Незважаючи на значний спалах глибокої конвекції над північним півколом, «Надін» трохи ослаб. Подальше ослаблення відбулося наступного дня, після того як сплеск глибокої конвекції 17 вересня ослаб. 18 вересня, велика частина глибокої конвекції розсіялася. Найсильніші зливи та грози, що залишилися, були у смузі на захід та північний захід від центру «Надін».
«Надін» загрожував Азорським островам, рухаючись на північний схід, а потім в північному напрямку в період з 18 по 19 вересня, хоча блокуючий хребет перешкоджав наближенню шторму до островів. Найближчий підхід до Азорських островів стався 19 вересня приблизно в 150 милях (240 км) на південний захід від острова Флореш. Потім, 20 вересня, після ослаблення хребта і поглиблення середнього та верхнього рівнів жолобу, шторм знову попрямував на південний схід. 21 вересня, більша частина решти глибокої конвекції складалася лише з нерівної конвективної смуги з прогрітими вершинами хмар. в оперативному плані Національний центр ураганів перекваліфікували «Надін» як субтропічний шторм о 21:00 UTC 21 вересня, через асиметричні поля вітру вище середнього і області низького тиску на верхньому рівні поблизу центру. Однак післясезонний аналіз прийшов до висновку, що «Надін» перетворився в нетропічну зону низького тиску трьома годинами раніше.

## Регенерація, пікова інтенсивність і загибель

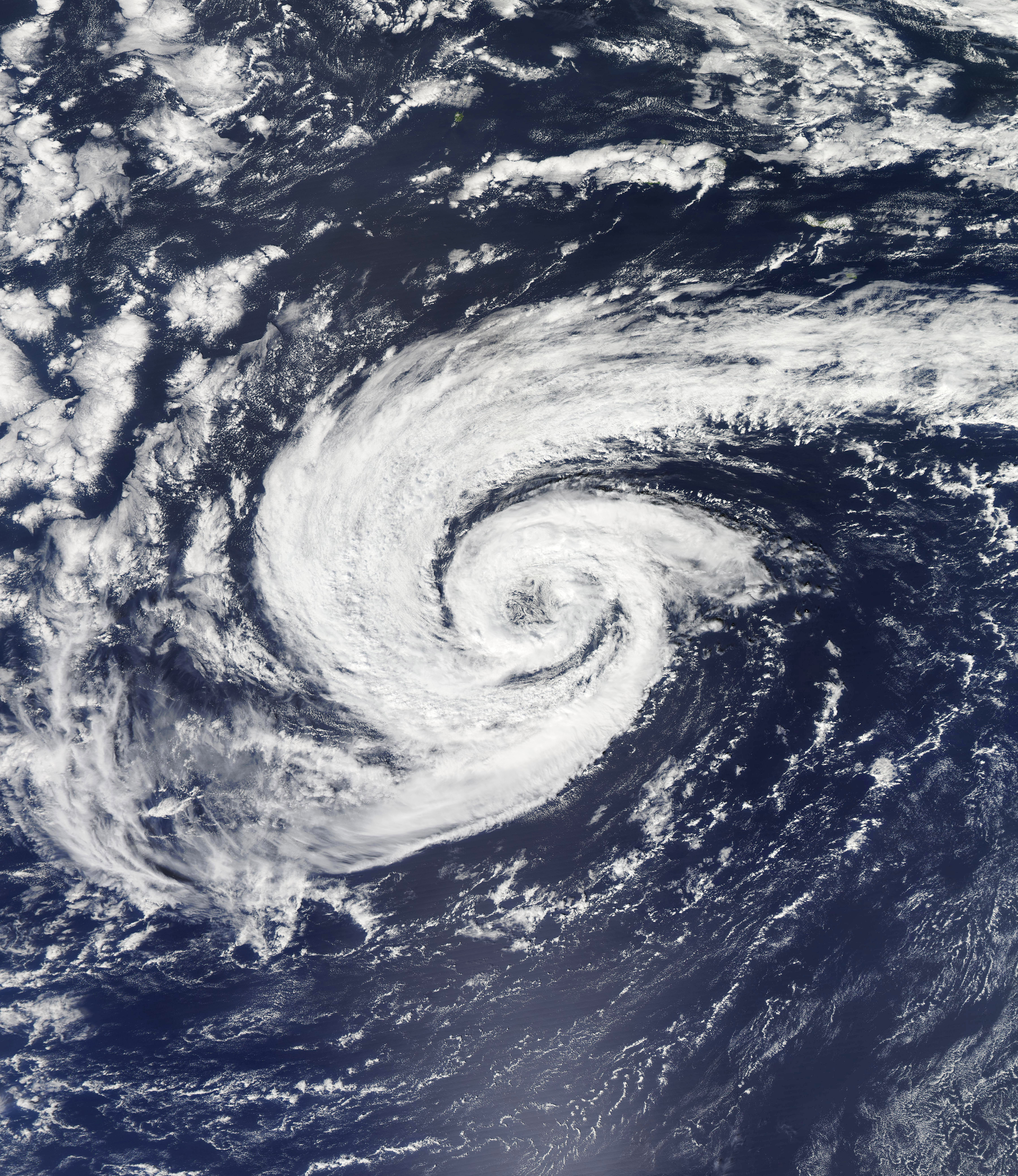
Тропічний шторм Надін у вересні 25

22 вересня, Національний центр ураганів зазначив, що регенерація в тропічний циклон є цілком можливим. Незабаром залишкова область низького тиску перемістилася в більш теплі моря і умови низького зсуву, що викликало повторний розвиток глибокої конвекції. Таким чином, «Надін» став тропічним штормом о 00:00 UTC 23 вересня. Інший блокуючий хребет над Азорськими островами  24 вересня змусив «Надін» рухатися на північний захід, в результаті чого він зробив невелику циклонічну петлю. Хоча вітер посилився до 60 миль/год (95 км/год), шторм знову ослаб і 25 вересня зменшився до тропічного шторму зі швидкістю 45 миль / год (72 км / ч). Незважаючи на цей спад, супутникові знімки показали, що у «Надін» з'явилась особливість, схожа на око. Однак Національний центр ураганів пізніше зазначив, що це була безхмарна область поблизу центру шторму 26 вересня «Надін» відхилився в південно-західному напрямку навколо південно-східної частини хребта середнього та верхнього рівня над західною Атлантикою.
Після мінімальної зміни сили протягом кількох днів, 27 вересня «Надін» почав посилюватися, завдяки температурі поверхні моря вище 79 °F (26 °C). В 12:00 UTC 28 вересня «Надін» знову посилився до урагану 1-ї категорії за шкалою ураганного вітру Саффіра-Сімпсона. Приблизно в цей час супутникові знімки показали, що шторм відновив особливість ока. Після дезорганізації Національний центр ураганів помилково знизив статус «Надін» до тропічного шторму, перш ніж через шість годин знову оновити його до урагану. «Надін» фактично залишався ураганом і все більше посилювався. 29 вересня вітер посилився до 85 миль/год (140км/год), після того як око стало більш виразним. О 12:00 UTC шторм досяг свого піку з максимальним стійким вітром 90 миль/год (150 км/год) і мінімальним барометричним тиском 978 мбар (28,9 дюйма рт.ст.).
Після піку інтенсивності «Надін» знову почав слабшати і о 12:00 UTC 1 жовтня перетворився в тропічний шторм. Північно-західний вітер почав посилюватися 3 жовтня, після того, як жолоб верхнього рівня, що викликав низький зсув вітру, перемістився на схід. Через кілька годин, центр низького рівня частково оголився перш ніж повністю відокремитися від конвекції о 15:00 UTC. Через сильний зсув вітру та низьку температуру поверхні моря, зливи та грози швидко зменшили свою інтенсивність, і до кінця доби 3 жовтня «Надін» позбувся глибокої конвекції. На 00:00 UTC 4 жовтня «Надін» перейшов під позатропічну область низького тиску, перебуваючи приблизно в 195 милях (314 км) на північний захід від центральних Азорських островів. Низький рівень швидко перемістився в північно-східному напрямку, виродився в жолоб низького тиску і був поглинений холодним фронтом пізніше того ж дня.

## Вплив та записи

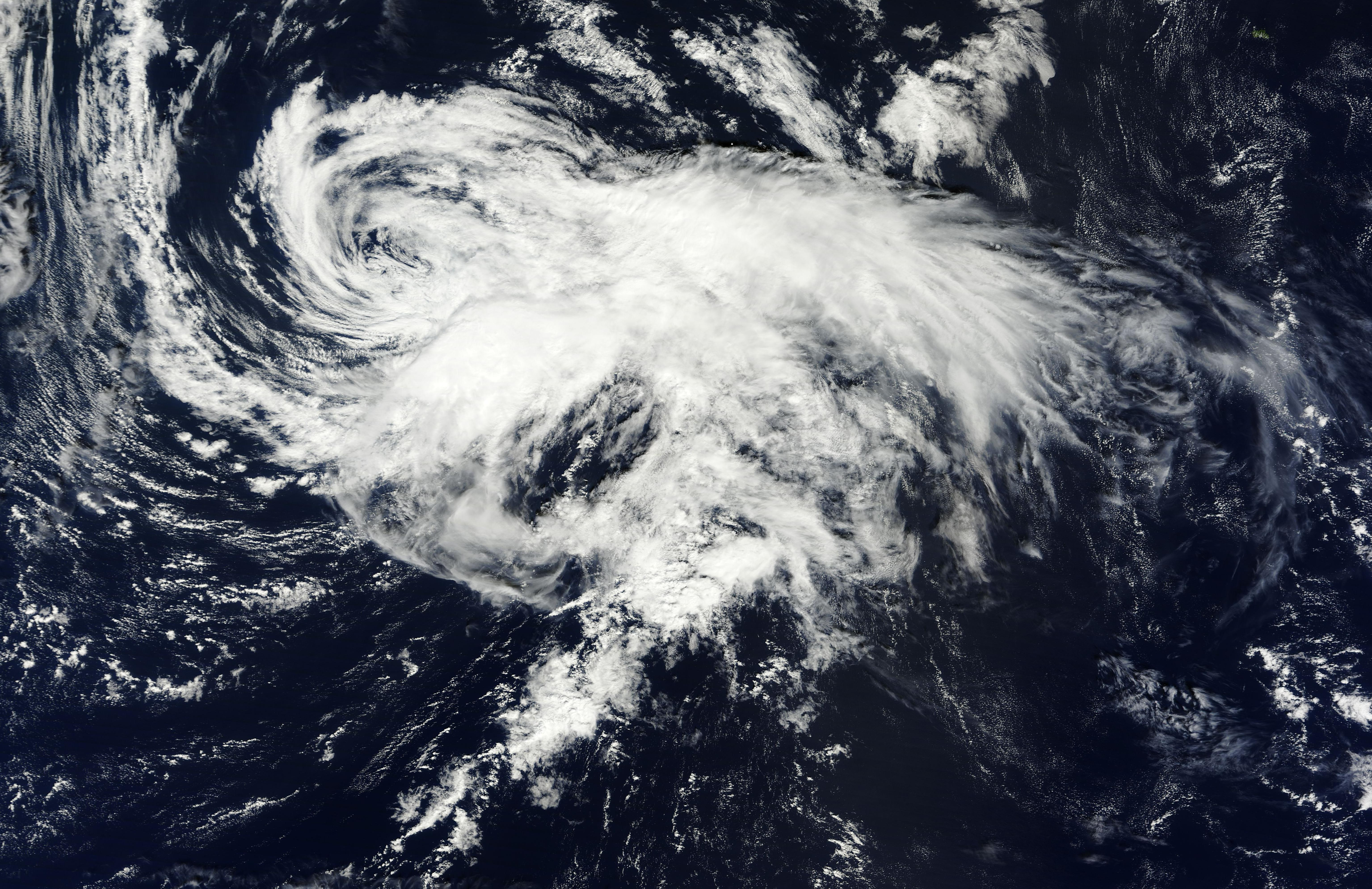
Тропічний шторм Надін знову наближається до Азорських островів 3 жовтня

Під час наближення «Надіну» до Азорських островів двічі видавалися попередження про тропічні циклони. О 10:00 UTC 18 вересня було оголошено тропічне штормове попередження для островів Флорес і Корву. Хоча спостереження за тропічним штормом було припинено о 21:00 UTC, в цей час для островів Корву, Фаял, Флорес, Грасіоза, Піку, Сан-Жорже і Терсейра було оголошено попередження про тропічний шторм. О 15:00 UTC 19 вересня попередження про тропічний шторм було також оголошено для островів Сан-Мігел і Санта-Марія. Всі спостереження і попередження були скасовані до кінця доби 21 вересня. Після повторного генерування «Надін» знову створив загрозу для Азорських островів, в результаті чого 1 жовтня о 15:00 UTC для всього архіпелагу було оголошено попередження про тропічний шторм. Дев'ять годин по тому, о 00:00 UTC, було підвищено попередження про тропічний шторм. Після того як «Надін» став позатропічним, попередження було скасовано. Під час другого наближення шторму до Азорських островів були закриті школи і скасовано авіарейси.
20 вересня Флорес повідомив про порив вітру 46 миля/год (74 км/год). Швидкість вітру 62 миля/год (100 км/год) і порив до 81 миля/год (130 км/год) були зареєстровані в Орті на острові Фаял, коли «Надін» пройшов на південь 21 вересня. Під час другого Азорського удару 4 жовтня найвища стійка швидкість вітру була зареєстрована на Сан-Мігелі — 38 миль/год (61 км/год), а найсильніший порив — 87 миль/год (140 км/год) на вітровій електростанції на острові Санта-Марія. На острові Піку було зруйновано покриття спортивного залу початкової та середньої школи в Лажеш-ду-Піку. Залишки «Надіну» створили шлейф вологи, який наринув на Велику Британію, особливо на Англію та Уельс, рясні опади, які досягли 5,12 дюйма (130 мм) в Рейвенсворті. Дощі затопили будинки і пошкодили дороги та залізничні колії.
«Надін» проіснував в цілому 24 дні як тропічний, субтропічний та посттропічний циклон, у тому числі 22,25 днів як тропічна система. Це робить його четвертим за тривалістю тропічним циклоном в Атлантиці, поступаючись лише урагану Сан-Сіріако 1899-го (28 днів), урагану Джинджер 1971 року (27,25 дні) і урагану Інга 1969 року (24,75 дні). Якщо вважати тільки час, проведений тропічним штормом або ураганом — 20,75 дні — то «Надін» займає третє місце за тривалістю, поступаючись тільки урагану Джинджер 1971 року і урагану Сан-Сіріако 1899 року. 14 вересня в 18:00 UTC «Надін» був переведений в категорію ураганів, він став третім найбільш ранно-сформованим восьмим ураганом, поступаючись тільки безіменній системі 1893 року і «Офелії» 2005 року.